# En vivo en la Fábrica
En vivo en la Fábrica ('Uživo u Tvornici') live je album grupe Električni orgazam. Album sadrži snimke pjesama s nastupa održanog u Tvornici Kulture u Zagrebu.
Album je izdala diskografska kuća Croatia Records. Ovo je prvi live album izdan za tu etiketu i prvi live album u 7 godina.

## Pozadina
Listopada 2022.album Lišće prekriva Lisabon ponovno je izdan u formatu gramofonske ploče. Nekoliko mjeseci ranije grupa je održala koncerte u Puli, Novom Sadu, Čačku itd.

## Album
Koncert u zagrebačkoj Tvornici kulture održan je 26. studenog 2022. Osim pjesama s drugog albuma, grupa je publiku počastila brojnim hitovima iz svoje 42-godišnje karijere. "Bejbe ti nisi tu", "Igra rock'n'roll cela Jugoslavija", "Da si tako jaka" ili "Seks, droga, nasilje i strah" samo su neke od pjesama koje su obilježile njihovu izuzetno bogatu diskografiju. kao živote brojnih slušatelja diljem regije.
Video snimka koncerta objavljena je na Blu-Ray disku.